# Бред Андерсон
Бред Андерсон (англ. Brad Anderson; нар. 5 квітня 1964) — американський режисер та сценарист.

## Біографія
Народився в Медісоні, штат Коннектикут, мати — Памела Тейлор Андерсон, адміністратор соціальних служб. Він є племінником акторки Голланд Тейлор, лауреатки премії «Еммі».
Андерсон починав як сценарист і режисер романтичних комедій «Прірва Дар'єна» (1996), «Наступна зупинка — Країна чудес» (1998) та «Щасливі нещасні випадки» (2000), прем'єри яких відбулися на кінофестивалі «Санденс».
Його наступним фільмом став психологічний фільм жахів «Дев'ята сесія». 2002 року Андерсон був членом драматичного журі кінофестивалю «Санденс».
Після цього з'явилася його найвідоміша на сьогоднішній день робота — «Машиніст» (2004) з Крістіаном Бейлом у головній ролі. Фільм став відомим завдяки різкому схудненню Бейла (на 62 фунти) заради головної ролі.

## Фільмографія

### Кінофільми
| Рік  | Українська назва                | Оригінальна назва       | Режисер | Сценарист | Продюсер   |
| ---- | ------------------------------- | ----------------------- | ------- | --------- | ---------- |
| 1996 | Дар'єнський розрив              | The Darien Gap          | Так     | Так       | Так        |
| 1998 | Наступна зупинка — Країна чудес | Next Stop Wonderland    | Так     | Так       | Ні         |
| 2000 | Щасливі нещасні випадки         | Happy Accidents         | Так     | Так       | Ні         |
| 2001 | Дев'ята сесія                   | Session 9               | Так     | Так       | Ні         |
| 2004 | Машиніст                        | El Maquinista           | Так     | Ні        | Ні         |
| 2008 | Транссибірський експрес         | TransSiberian           | Так     | Так       | Ні         |
| 2010 | Зникнення на 7-й вулиці         | Vanishing on 7th Street | Так     | Ні        | Ні         |
| 2013 | Виклик                          | The Call                | Так     | Ні        | Ні         |
| 2014 | Будинок проклятих               | Stonehearst Asylum      | Так     | Ні        | Ні         |
| 2018 | На вістрі                       | Beirut                  | Так     | Ні        | Ні         |
| 2019 | Перелом                         | Fractured               | Так     | Ні        | Ні         |
| 2022 | Кров                            | Blood                   | Так     | Ні        | Виконавчий |
| 2024 | Тиша                            | The Silent Hour         | Так     | Ні        | Ні         |
| 2025 | Руйнівник світу                 | World Breaker           | Так     | Ні        | Ні         |

### Телебачення
| Рік        | Українська назва  | Оригінальна назва            | Епізоди (режисер) |
| ---------- | ----------------- | ---------------------------- | --- |
| 1996       | Убивчий відділ    | Homicide: Life on the Street | «Bones of Contention» |
| 2002, 2006 | Дроти             | The Wire                     | «The Cost» «A New Day» |
| 2003       | Щит               | The Shield                   | «Inferno» |
| 2006       | Майстри жахів     | Masters of Horror            | «Sounds Like» |
| 2007       | Втілення страху   | Fear Itself                  | «Spooked» |
| 2008-2011  | Межа              | Fringe                       | «In Which We Meet Mr. Jones» «The Transformation» «Unleashed» «There's More Than One of Everything» «Night of Desirable Objects» «Olivia. In the Lab. With the Revolver.» «The Plateau» «Entrada» «Immortality» «Os» «One Night in October» «And Those We've Left Behind» |
| 2010       | Рубікон           | Rubicon                      | «A Good Day's Work» |
| 2010, 2011 | Підпільна імперія | Boardwalk Empire             | «Belle Femme» «Battle of the Century» |
| 2011       | Убивство          | The Killing                  | «Orpheus Descending» |
| 2012       | Підозрюваний      | Person of Interest           | «Legacy» |
| 2012       | Алькатрас         | Alcatraz                     | «Cal Sweeney» |
| 2013       | Майже людина      | Almost Human                 | «Pilot» |
| 2014-2015  | Вічність          | Forever                      | «Pilot» «The Ecstasy of Agony» «The Last Death of Henry Morgan» |
| 2016       | Радіохвиля        | Frequency                    | «Pilot» |
| 2017-2018  | Грішники          | The Sinner                   | «Part IV» «Part VI» |
| 2018       | Титани            | Titans                       | «Titans» «Hawk and Dove» |
| 2021       | Уламки            | Debris                       | «Pilot» |
| 2021       | Клікбейт          | Clickbait                    | «The Sister» «The Wife» |
| 2022       | Миротворець       | Peacemaker                   | «Stop Dragon My Heart Around» |
| 2022       | Диявол в Огайо    | Devil in Ohio                | «Mother's Keeper» «Rely-upon» |
| 2023       | Вторгнення        | Invasion                     | «The Tunnel» «Pressure Points» «Down the Rabbit Hole» |